# Riccardo Fenili
Riccardo Fenili (Viareggio, 6 ottobre 1975) è un ex pallavolista e giocatore di beach volley italiano.

## Caratteristiche tecniche
Durante la sua carriera pallavolistica ha ricoperto il ruolo di Schiacciatore.

## Carriera
Riccardo Fenili ha iniziato la sua carriera da professionista nella massima serie, la A1, nel Toscana Firenze. Ha cambiato molto spesso squadra, militando anche nelle realtà più forti del panorama pallavolistico italiano, tra le quali il Volley Gonzaga Milano e il Pallavolo Parma. Ha concluso la sua carriera all'Olympia Volley Massa nel 2010.
All'attività da pallavolista indoor ha affiancato quello di giocatore di beach volley. 
Detiene il record di vittorie del campionato italiano di beach volley categoria 2x2, con 4 titoli.
Nel 2002 vince in coppia con Fabio Galli, nel 2006 in coppia con Andrea Tomatis, nel 2007 con Giorgio Domenghini e nel 2011 in coppia con Riccardo Giumelli.
Laureato all'Università di Pisa, svolge l'attività di podologo a Viareggio.